# Jack Twyman
John Kennedy “Jack” Twyman (Pittsburgh, Pensilvania, 11 de mayo de 1934-Cincinnati, Ohio, 31 de mayo de 2012) fue un jugador de baloncesto estadounidense que jugó durante 11 temporadas en la NBA, todas ellas en el equipo de los Royals.
Con 1,98 metros de altura, jugaba en la posición de escolta.

## Trayectoria deportiva

### Universidad
Jugó durante 4 temporadas con los Bearcats de la Universidad de Cincinnati, con los que promedió 17,8 puntos y 13,8 rebotes en los 90 partidos que disputó. En 1955 fue elegido All-American.

### Profesional
Fue elegido en la décima posición del Draft de la NBA de 1955 por Rochester Royals, equipo en el cual desarrollaría toda su carrera profesional. Tras dos años en Rochester, el equipo se trasladaría a Cincinnati, y fue en esa ciudad cuando su juego destacó. Fue el primer jugador de la historia, junto a Wilt Chamberlain en sobrepasar los 30 puntos por partido en una temporada, en la 1969-60, al promediar 31,2 puntos (por 37,6 de Chamberlain). Jugó en 6 ocasiones el All-Star Game, y fue incluido en 2 ocasiones en el segundo mejor quinteto de la liga, en 1960 y 1962. En 8 de sus temporadas acabó entre los 15 máximos anotadores de la liga.
En el total de su carrera promedió 19,2 puntos y 6,6 rebotes por partido. En el año 1983 fue incluido en el Basketball Hall of Fame.

## Estadísticas de su carrera en la NBA

### Temporada regular
| Temporada | Edad | Equipo            | Liga | Pos. | P   | TIT | MIN  | TC   | TCA  | %TC  | 3P | 3PA | %3P | 2P   | 2PA  | %2P  | TL  | TLA  | %TL  | R.OF. | R.DEF. | REB | ASIS | ROB | TAP | PER | FP  | PTS  |
| 1955-56   | 21   | Rochester Royals  | NBA  | SF   | 72  |     | 30.4 | 5.8  | 13.7 | .422 |    |     |     | 5.8  | 13.7 | .422 | 2.8 | 4.1  | .685 |       |        | 6.5 | 2.4  |     |     |     | 3.3 | 14.4 |
| 1956-57 ★ | 22   | Rochester Royals  | NBA  | SG   | 72  |     | 32.5 | 6.2  | 14.2 | .439 |    |     |     | 6.2  | 14.2 | .439 | 3.8 | 5.0  | .760 |       |        | 4.9 | 1.7  |     |     |     | 3.5 | 16.3 |
| 1957-58 ★ | 23   | Cincinnati Royals | NBA  | SF   | 72  |     | 30.3 | 6.5  | 14.3 | .452 |    |     |     | 6.5  | 14.3 | .452 | 4.3 | 5.5  | .775 |       |        | 6.4 | 1.5  |     |     |     | 3.1 | 17.2 |
| 1958-59 ★ | 24   | Cincinnati Royals | NBA  | SF   | 72  |     | 37.7 | 9.9  | 23.5 | .420 |    |     |     | 9.9  | 23.5 | .420 | 6.1 | 7.8  | .783 |       |        | 9.1 | 2.9  |     |     |     | 3.8 | 25.8 |
| 1959-60 ★ | 25   | Cincinnati Royals | NBA  | SF   | 75  |     | 40.3 | 11.6 | 27.5 | .422 |    |     |     | 11.6 | 27.5 | .422 | 8.0 | 10.2 | .785 |       |        | 8.9 | 3.5  |     |     |     | 3.7 | 31.2 |
| 1960-61   | 26   | Cincinnati Royals | NBA  | SF   | 79  |     | 37.0 | 10.1 | 20.7 | .488 |    |     |     | 10.1 | 20.7 | .488 | 5.1 | 7.0  | .731 |       |        | 8.5 | 2.8  |     |     |     | 3.5 | 25.3 |
| 1961-62 ★ | 27   | Cincinnati Royals | NBA  | SF   | 80  |     | 37.4 | 9.2  | 19.3 | .479 |    |     |     | 9.2  | 19.3 | .479 | 4.4 | 5.4  | .811 |       |        | 8.0 | 2.7  |     |     |     | 4.0 | 22.9 |
| 1962-63 ★ | 28   | Cincinnati Royals | NBA  | SF   | 80  |     | 32.8 | 8.0  | 16.7 | .480 |    |     |     | 8.0  | 16.7 | .480 | 3.8 | 4.7  | .811 |       |        | 7.5 | 2.7  |     |     |     | 3.6 | 19.8 |
| 1963-64   | 29   | Cincinnati Royals | NBA  | SF   | 68  |     | 29.4 | 6.6  | 14.6 | .450 |    |     |     | 6.6  | 14.6 | .450 | 2.8 | 3.4  | .829 |       |        | 5.4 | 2.0  |     |     |     | 3.9 | 15.9 |
| 1964-65   | 30   | Cincinnati Royals | NBA  | SF   | 80  |     | 28.0 | 6.0  | 13.5 | .443 |    |     |     | 6.0  | 13.5 | .443 | 2.5 | 3.0  | .828 |       |        | 4.8 | 1.7  |     |     |     | 3.0 | 14.5 |
| 1965-66   | 31   | Cincinnati Royals | NBA  | SF   | 73  |     | 12.9 | 3.1  | 6.8  | .450 |    |     |     | 3.1  | 6.8  | .450 | 1.3 | 1.6  | .812 |       |        | 2.3 | 0.8  |     |     |     | 1.7 | 7.4  |
| Total     |      |                   | NBA  |      | 823 |     | 31.8 | 7.6  | 16.9 | .450 |    |     |     | 7.6  | 16.9 | .450 | 4.1 | 5.3  | .778 |       |        | 6.6 | 2.3  |     |     |     | 3.4 | 19.2 |

★ Denota participación en el All-Star Game de la NBA

### Playoffs
| Temporada | Edad | Equipo            | Liga | Pos. | P  | TIT | MIN  | TC  | TCA  | %TC  | 3P | 3PA | %3P | 2P  | 2PA  | %2P  | TL  | TLA | %TL   | R.OF. | R.DEF. | REB  | ASIS | ROB | TAP | PER | FP  | PTS  |
| 1957-58   | 23   | Cincinnati Royals | NBA  | SF   | 2  |     | 37.0 | 7.5 | 22.5 | .333 |    |     |     | 7.5 | 22.5 | .333 | 3.5 | 6.0 | .583  |       |        | 11.0 | 0.5  |     |     |     | 3.0 | 18.5 |
| 1961-62   | 27   | Cincinnati Royals | NBA  | SF   | 4  |     | 37.3 | 8.5 | 19.5 | .436 |    |     |     | 8.5 | 19.5 | .436 | 2.0 | 2.0 | 1.000 |       |        | 7.3  | 3.0  |     |     |     | 4.5 | 19.0 |
| 1962-63   | 28   | Cincinnati Royals | NBA  | SF   | 12 |     | 34.2 | 7.7 | 17.1 | .449 |    |     |     | 7.7 | 17.1 | .449 | 5.4 | 6.4 | .844  |       |        | 8.2  | 2.5  |     |     |     | 3.9 | 20.8 |
| 1963-64   | 29   | Cincinnati Royals | NBA  | SF   | 10 |     | 35.4 | 8.3 | 17.6 | .472 |    |     |     | 8.3 | 17.6 | .472 | 3.9 | 4.9 | .796  |       |        | 8.7  | 1.6  |     |     |     | 4.1 | 20.5 |
| 1964-65   | 30   | Cincinnati Royals | NBA  | SF   | 4  |     | 24.3 | 4.8 | 12.0 | .396 |    |     |     | 4.8 | 12.0 | .396 | 2.8 | 2.8 | 1.000 |       |        | 4.3  | 0.8  |     |     |     | 4.0 | 12.3 |
| 1965-66   | 31   | Cincinnati Royals | NBA  | SF   | 2  |     | 5.5  | 1.0 | 2.0  | .500 |    |     |     | 1.0 | 2.0  | .500 | 0.5 | 1.0 | .500  |       |        | 1.0  | 0.0  |     |     |     | 1.5 | 2.5  |
| Total     |      |                   | NBA  |      | 34 |     | 32.2 | 7.2 | 16.4 | .441 |    |     |     | 7.2 | 16.4 | .441 | 3.9 | 4.7 | .824  |       |        | 7.5  | 1.8  |     |     |     | 3.9 | 18.3 |

## Maurice Stokes
El 12 de marzo de 1958, su compañero en los Royals Maurice Stokes, sufrió un fuerte golpe en la cabeza durante el último partido de la temporada regular, perdiendo el conocimiento. Las asistencias lo reanimaron y pudo continuar jugando. Pero tres días después, durante el vuelo que les llevaba a Cincinnati tras jugar contra Detroit Pistons, sufrió un ataque que le dejó paralítico. Se le diagnosticó encefalopatía postraumática, una lesión cerebral que dañó el sistema nervioso de su cuerpo.
Twyman, conmocionado con los acontecido, decidió convertirse en su tutor legal. Organizó el denominado Maurice Stokes Memorial Basketball Game, un partido benéfico destinado a conseguir fondos para Stockes y para otros jugadores que hubiesen pasado por situaciones similares. Se convirtió en un evento anual, que años más tarde fue reemplazado por un torneo benéfico de golf. Permanecería a su lado como tutor legal y amigo hasta su fallecimiento en 1970. Su historia fue llevada al cine, en la película "Maurie", en el año 1973.
Asimismo, en la temporada 2012-13 de la NBA se creó el galardón Twyman–Stokes Teammate of the Year Award, que premia al jugador que hubiera hecho méritos como mejor compañero del año.